# Diploria clivosa
Espèce
Statut CITES
Diploria clivosa est une espèce de coraux appartenant à la famille des Faviidae. Selon WoRMS, cette espèce n'est pas valide et correspond à Pseudodiploria clivosa Ellis & Solander, 1786.